# کینون
کینون یا کوئینون (به انگلیسی: Quinone) طبقه‌ای از ترکیب‌های آلی هستند که به‌صورت مرسوم از اکسایش ترکیب‌های آروماتیک (مانند بنزن یا نفتالن) از طریق تبدیل پیوند -CH= به پیوند -C(=O)- تهیه می‌شوند. ساختار کینون‌ها یک ساختار حلقوی مزدوج و دی‌انونی است. برخی از ترکیبات ناجورحلقه در خانواده کینون‌ها قرار می‌گیرند.
عضو قدیمی و شناخته شده‌تر این خانواده، ترکیب ۱٬۴-بنزوکینون یا همان سیکلوهگزادی‌انون است که اغلب از آن به‌عنوان با نام «کینون» یاد می‌شود. ۱٬۴-بنزوکینون در کنار ۱٬۲-بنزوکینون (ارتو-کینون) ساده‌ترین کینون‌ها محسوب می‌شوند. از اعضای دیگر این خانواده می‌توان به ۱٬۴-نفتاکینون و ۹٬۱۰-آنتراکینون اشاره کرد.

۱٬۲-بنزوکینون
۱٬۴-بنزوکینون
۱٬۴-نفتاکینون
۹٬۱۰-آنتراکینون